# Mahmoud Ier
Pour les articles homonymes, voir Mahmoud.
Mahmoud Ier (2 août 1696 – 13 décembre 1754) est sultan de l'Empire ottoman et calife de l’islam du 6 octobre 1730 au 13 décembre 1754.

## Biographie
Mahmoud Ier, en Arabe محمودالأول, dit « le Bossu », est né au palais d'Edirne en 1696. Il est le fils de Moustafa II et de la sultane validé Saliha.
Après la déposition de son oncle Ahmed III le 1er octobre 1730, Mahmoud est immédiatement reconnu comme sultan par les janissaires insurgés et les officiels de la Cour, mais les premières semaines de son règne se caractérisent par une confiscation du pouvoir par les rebelles. 
Leur chef, Patrona Halil, accompagne à cheval le nouveau sultan à la mosquée d'Eyub où se déroule la cérémonie de remise de l'épée d'Osman le 6 octobre. 
De nombreux officiers supérieurs sont démis de leurs fonctions et les noms de leurs successeurs suggérés par l'insolent chef des rebelles janissaires, qui se présente jambes nues dans son vieil uniforme d'homme du rang devant le Sultan. 
Un boucher grec nommé Yanaki ayant prêté des fonds à Patrona Halil durant les trois jours d'insurrection précédant la montée sur le trône de Mahmoud, le janissaire le remercie alors en forçant le Divan à lui conférer la charge d'Hospodar de Moldavie, qu'il n'a cependant jamais exercée.
L'attitude capricieuse des chefs rebelles devient alors trop pesante. 
Menacé dans ses fonctions par ces derniers, le Khan de Crimée, alors à Constantinople, parvient à libérer le gouvernement de sa servitude avec l'aide du grand vizir, du Grand Mufti et de l'Aga des janissaires.
Patrona est tué sous les yeux du sultan à l'issue d'un Divan au cours duquel il a demandé que la guerre soit déclarée à la Russie. Son compagnon grec Yanaki et 7000 de ses partisans sont également mis à mort. La jalousie des officiers des janissaires à l'encontre de l'ascension de Patrona, et la promptitude avec laquelle ils aident à son élimination, ont grandement facilité les efforts des fidèles de Mahmoud dans leur volonté de mettre fin au chaos de deux mois de rébellion. 
La mort de Patrona Halil marque la fin de la période historique de l'Empire ottoman appelée période des tulipes.
La suite du règne de Mahmoud est marquée par des guerres victorieuses contre la Perse et la Russie. 
Le Sultan confie le gouvernement à ses vizirs et consacre le plus gros de son temps à la poésie.
Mahmoud Ier meurt au palais de Topkapi en 1754.
On lui connaît sept épouses, mais son frère cadet, Osman III lui succède.